# Wolfgang Fischer (Botaniker)
Wolfgang Klaus Walter Fischer, auch genannt Micky (* 25. August 1931 in Perleberg; † 24. Oktober 2022), war ein deutscher Botaniker, Mykologe und Limnologe, dem wesentliche Beiträge zur botanischen Erforschung der Altmark und Prignitz zu verdanken sind.

## Leben und Wirken
Er war der Sohn des Lehrers Walter Fischer. Nach dem Schulbesuch studierte er. Er legte eine Diplomarbeit über pflanzengeographische Fragen der Prignitz vor und schloss das Studium als Diplom-Botaniker ab. Danach wurde er zunächst von 1956 bis 1959 wissenschaftlicher Assistent am Botanischen Institut in Potsdam und promovierte. Danach war er ein Jahr am Institut für Landesforschung und Naturschutz in Halle (Saale) und bis 1976 an der Zweigstelle Potsdam tätig. 1976 wechselte er zur Oberflussmeisterei bei der Wasserwirtschaft in Berlin. 1978 wurde er Dozent an der Sektion Geographie an der Pädagogischen Hochschule Potsdam. Nach seiner Emeritierung lebte er in Perleberg.

## Ehrungen
- Ehrenmitglied des Botanischen Vereins von Berlin und Brandenburg